# 菊本一高
菊本 一高（きくもと かずたか、1956年 - ）は、日本の技術者、実業家、経営者。栗本鐵工所代表取締役社長。

## 経歴
大阪工業大学工学部機械工学科卒業後、1982年栗本鐵工所に入社。 ビル・住宅・工場などに使われるスパイラルダクトなどの分野に関わる。一方で、コンクリート橋との関わりもあり、中空床版橋の円筒型枠やシースなどの分野で、PCファブの様々な要望にも対応する工場長（交野工場）も務める。
2011年同社執行役員・産業建設資材事業本部・化成品事業部長。2017年同社取締役 産業建設資材・技術開発担当。2018年同社取締役上席執行役員・産業建設資材・技術開発室・物流担当。2021年、前任の串田守可から同社代表取締役社長を引き継いだ。東南アジアや北米で鉄管や産業機械の強化に取り組む。